# Żydokomuna

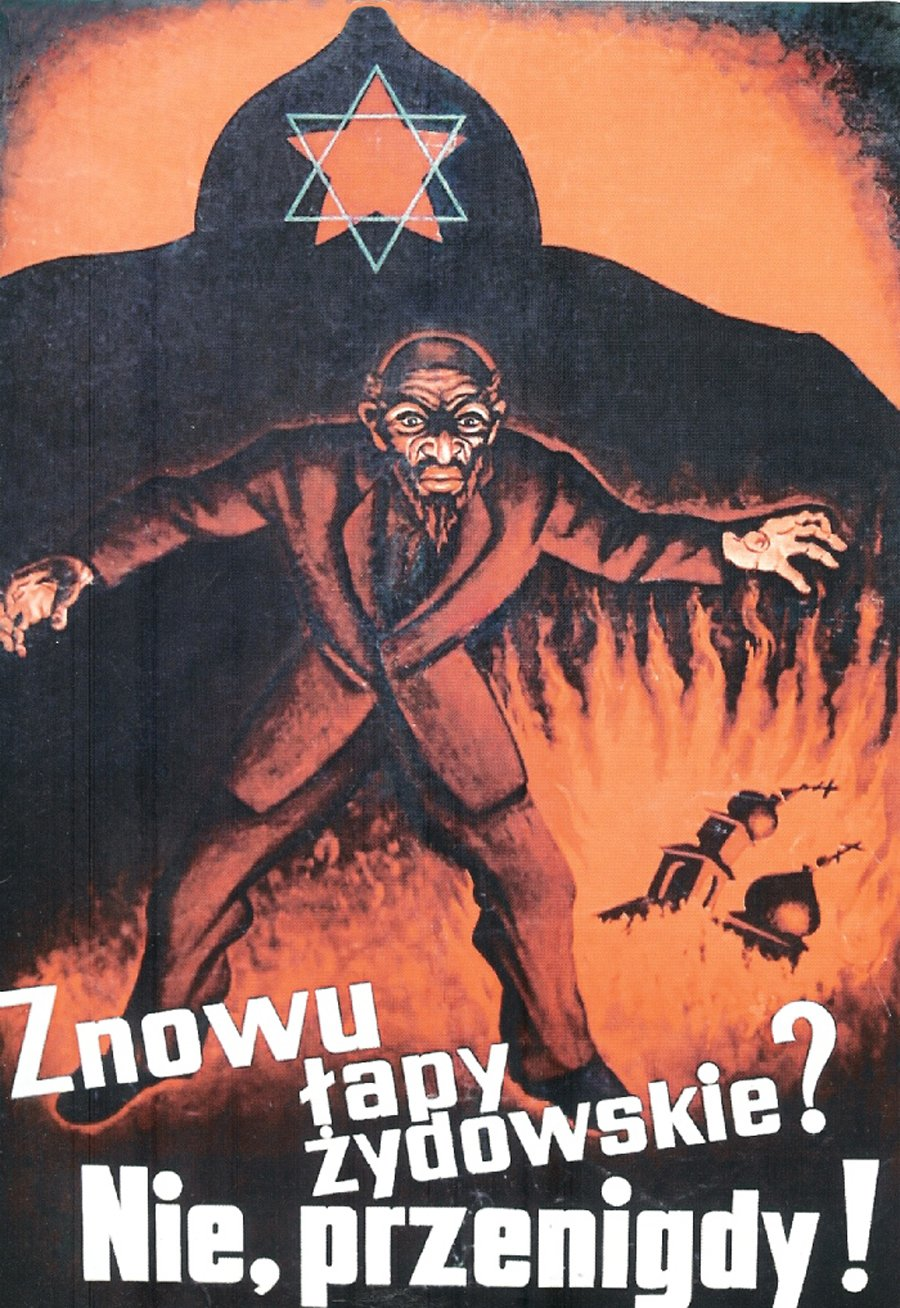
Plakat propagandowy z okresu wojny polsko-bolszewickiej (1919)

Żydokomuna – stereotyp o podłożu antysemickim wynikający ze spiskowej teorii dziejów, przypisujący Żydom główną rolę w stworzeniu i spopularyzowaniu ideologii komunizmu, który „miał otworzyć im drogę do zdobycia władzy nad światem” (zob. Protokoły mędrców Syjonu).

## Historia
Termin „żydokomuna” pochodzi z Rosji (RFSRR, później ZSRR), pojawił się na przełomie drugiego i trzeciego dziesięciolecia XX wieku, w związku z przypisywaniem Żydom kierowania ruchem komunistycznym i zdobył popularność wśród przeciwników bolszewików – białych – w okresie wojny domowej w Rosji (1917–1922), a potem wśród rosyjskiej białej emigracji.
Dane statystyczne przedstawione w Kongresie Stanów Zjednoczonych przez senatora stanu Utah Williama Henry Kinga w 1924 dotyczące partii bolszewików przeczą takim tezom – na 376 693 członków partii bolszewików było 19 564 Żydów, co stanowiło 5,2% ogółu.
W latach dwudziestych termin (np. niem. Jüdischer Bolschewismus, „żydobolszewizm”) zdobył popularność na świecie i stał się jednym z ważniejszych elementów ideologii i propagandy nazistowskiej (zob. Protokoły mędrców Syjonu a nazizm).

### Polska

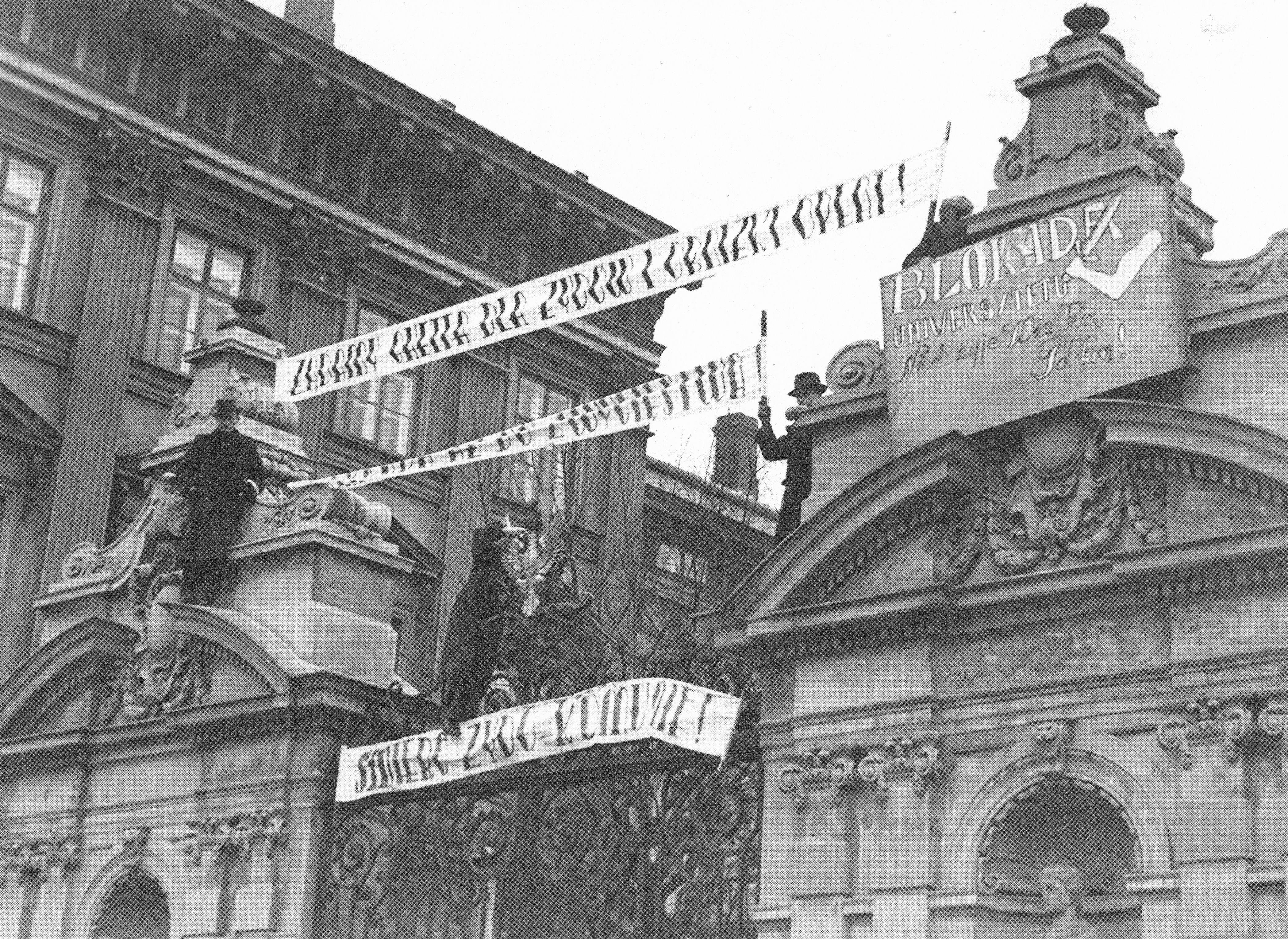
Pikieta studentów-członków ONR z antyżydowskimi transparentami (m.in. Śmierć żydo-komunie) na Bramie Głównej Uniwersytetu Warszawskiego (1936)

W Polsce stereotyp „żydokomuny” był rozpowszechniany jako antybolszewicka propaganda w czasie wojny polsko-bolszewickiej (1919–1921) i był później obecny w okresie międzywojennym, mimo tego, że w Polsce tylko 2–7% polskich Żydów głosowało na partię komunistyczną i jej fronty.
Określeniem „żydokomuna” posługiwała się w swej propagandzie politycznej endecja już w 1920.
Slogan używany też był jako nazwa grupy lub organizacji lewicowej o prawdziwej, lub rzekomej przewadze Żydów we władzach. Przypisywana Komunistycznej Partii Polski, a następnie w okresie PRL Urzędowi Bezpieczeństwa.
Udział niektórych polskich Żydów w ruchu komunistycznym w Polsce oraz współpraca z NKWD i władzami sowieckimi wzmocniły stereotyp „żydokomuny” wśród mieszkańców okupowanej wschodniej Polski.
Udział Żydów na eksponowanych stanowiskach we władzach oraz w organach bezpieczeństwa w PRL przyczynił się do pogłębienia tego stereotypu w okresie powojennym. Według danych administracyjnych, 167 osób, czyli 37,1% kierowniczej kadry Resortu Bezpieczeństwa Publicznego i Ministerstwa Bezpieczeństwa Publicznego (MBP) w latach 1944–1956 w Polsce stanowili Żydzi i osoby pochodzenia żydowskiego. Wbrew rozpowszechnionemu stereotypowi Żydzi stanowili jednak niewielką grupę w ogóle funkcjonariuszy aparatu bezpieczeństwa. W latach 1945–1955 stanowili średnio od niecałego 1 procenta do powyżej 2 procent pracowników MBP.

Ilu Żydów było w NKWD i w innych aparatach represji? Nie było ich tak dużo, a rozkazy wydawali nie Żydzi –, ale partyjni aparatczycy innych narodowości. Na terytoriach, gdzie doszło do podwójnej okupacji miało miejsce dwukrotne przyjście nowej władzy. Poszkodowani przez poprzednie władze zawsze szukają winnego i jest nim najsłabszy element. Tak padło na Żydów.